# Kefaret
Kefaret è un serial televisivo drammatico turco composto da 35 puntate, trasmesso su Fox dal 22 novembre 2020 al 29 luglio 2021. È diretto da Mesude Erarslan, scritto da Mahinur Ergun, prodotto da 25 Film ed ha come protagonisti Nurgül Yeşilçay, Mert Fırat e Yurdaer Okur. È un adattamento del romanzo del 2015 Konstantiniyye Oteli del romanziere e musicista Zülfü Livaneli.

## Trama
L'insegnante di musica Zeynep Gökmen si è trasferita con i suoi due figli e il marito dottore Ahmet nella loro nuova casa in un nuovo paese. Più tardi, Zeynep fa la conoscenza di Sinan Demir, con il quale intraprende una relazione.

## Episodi
| Stagione       | Episodi | Prima TV Turchia | Prima TV Italia |
| -------------- | ------- | ---------------- | --------------- |
| Prima stagione | 35      | 2020-2021        | inedita         |

### Prima stagione (2020-2021)
| n° | Titolo originale | Prima TV Turchia |
| -- | ---------------- | ---------------- |
| 1  | 1. Bölüm         | 22 novembre 2020 |
| 2  | 2. Bölüm         | 29 novembre 2020 |
| 3  | 3. Bölüm         | 6 dicembre 2020  |
| 4  | 4. Bölüm         | 13 dicembre 2020 |
| 5  | 5. Bölüm         | 20 dicembre 2020 |
| 6  | 6. Bölüm         | 27 dicembre 2020 |
| 7  | 7. Bölüm         | 3 gennaio 2021   |
| 8  | 8. Bölüm         | 10 gennaio 2021  |
| 9  | 9. Bölüm         | 17 gennaio 2021  |
| 10 | 10. Bölüm        | 24 gennaio 2021  |
| 11 | 11. Bölüm        | 31 gennaio 2021  |
| 12 | 12. Bölüm        | 7 febbraio 2021  |
| 13 | 13. Bölüm        | 14 febbraio 2021 |
| 14 | 14. Bölüm        | 21 febbraio 2021 |
| 15 | 15. Bölüm        | 28 febbraio 2021 |
| 16 | 16. Bölüm        | 7 marzo 2021     |
| 17 | 17. Bölüm        | 14 marzo 2021    |
| 18 | 18. Bölüm        | 21 marzo 2021    |
| 19 | 19. Bölüm        | 28 marzo 2021    |
| 20 | 20. Bölüm        | 4 aprile 2021    |
| 21 | 21. Bölüm        | 11 aprile 2021   |
| 22 | 22. Bölüm        | 18 aprile 2021   |
| 23 | 23. Bölüm        | 25 aprile 2021   |
| 24 | 24. Bölüm        | 2 maggio 2021    |
| 25 | 25. Bölüm        | 9 maggio 2021    |
| 26 | 26. Bölüm        | 16 maggio 2021   |
| 27 | 27. Bölüm        | 23 maggio 2021   |
| 28 | 28. Bölüm        | 30 maggio 2021   |
| 29 | 29. Bölüm        | 6 giugno 2021    |
| 30 | 30. Bölüm        | 13 giugno 2021   |
| 31 | 31. Bölüm        | 20 giugno 2021   |
| 32 | 32. Bölüm        | 1º giugno 2021   |
| 33 | 33. Bölüm        | 8 luglio 2021    |
| 34 | 34. Bölüm        | 15 luglio 2021   |
| 35 | 35. Bölüm        | 22 luglio 2021   |

## Personaggi e interpreti

### Personaggi principali
- Zeynep Gökmen, interpretata da Nurgül Yeşilçay.
- Sovrintendente Sinan Demir, interpretato da Mert Fırat.
- Ahmet Çınarlı, interpretato da Yurdaer Okur.
- Meltem Serez, interpretata da Özge Özacar.
- Nil Anıl, interpretata da Ege Kökenli.
- Arzu Kendir, interpretata da Mine Kılıç.
- Münevver Demir, interpretata da Ayşegül Cengiz.
- Ayşe Çandır, interpretata da Ayşe Tunaboylu.
- Alp Hasanoğlu, interpretato da Hakan Yufkacıgil.
- Kadir Kınar, interpretato da Yusuf Atala.
- Mehmet, interpretato da Efe Deprem.
- Emre, interpretato da Ayberk Aladar.
- Zeki, interpretato da Tolga Güleç.

### Personaggi secondari
- Sude, interpretata da Lavinya Ünlüer.
- Can Çınarlı, interpretato da Göktan Oktay Göztepe.
- Cansu, interpretata da Bahar Ece Yılmaz.
- Melis, interpretata da Senay Dede.
- Metin, interpretato da Hakan Aydın.
- Fulya, interpretata da Selcen Ezgi Dinçer.
- Zühre, interpretata da Nazlı Kar.
- Sabri, interpretato da Enis Yıldız.
- Okan, interpretato da İlker Yiğen.
- Gürbüz Ayaz, interpretato da Eray Eserol.
- Nurettin Anıl, interpretato da Birol Denizci.
- Vildan, interpretato da Nihan Durukan.
- Avvocato Berna Dündar, interpretata da Cemre Melis Çınar.
- Onur, interpretato da Metin Yavuzoğlu.
- Berk, interpretato da Kemal Erik.
- Kaan, interpretato da Berkay Şahinoğlu.
- Betül, interpretata da Olcay Gürbüz.

## Produzione
La serie è diretta da Mesude Erarslan, scritta da Mahinur Ergun e prodotta da 25 Film.

### Adattamento
La serie è stata adattata al romanzo del 2015 Konstantiniyye Oteli del romanziere e musicista turco Zülfü Livaneli.

### Riprese
Le riprese della serie sono state effettuate a Istanbul, in particolare nei distretti di Sarıyer e Sarıyer e nel quartiere di Nişantaşı.

## Promozione
L'esordio della serie, previsto per il 22 novembre 2020, è stato annunciato da Fox il 9 novembre.